# Бріан Кокар
Бріан Кокар  (фр. Bryan Coquard, 25 квітня 1992) — французький велогонщик, олімпійський медаліст.

## Виступи на Олімпіадах
| Олімпіада   | Дисципліна | Місце |
| ----------- | ---------- | ----- |
| Лондон 2012 | омніум     | 2     |